# Crowea
Crowea  (лат.) — олиготипный род двудольных растений семейства Рутовые (Rutaceae). Выделен британским ботаником Джеймсом Эдвардом Смитом в 1798 году.

## Классификация
В состав рода входят три вида растений:
- Crowea angustifolia Sm.
- Crowea exalata F.Muell.
- Crowea saligna Andrewstypus[2]

## Распространение
Все три вида являются эндемиками Австралии.

## Общая характеристика
Вечнозелёные прямостоячие кустарники, ветвистые, деревянистые, высотой до 2 м.
Цветки пазушные, одиночные, цветом от белых до розовых.
Очень близок представителям рода Eriostemon.